# Eugalta comis
Eugalta comis là một loài tò vò trong họ Ichneumonidae.